# Bullenhuser Kanal
El Bullenhuser Kanal o Canal de Bullenhusen és un canal navegable de 1200 metres al port d'Hamburg que talla un meandre del riu Bille al barri de Rothenburgsort de l'estat d'Hamburg. El canal es va construir el 1907 al marc del projecte de l'enginyer William Lindley (1808-1900) d'urbanitzar i de desguassar el maresme de la desembocadura del Bille.

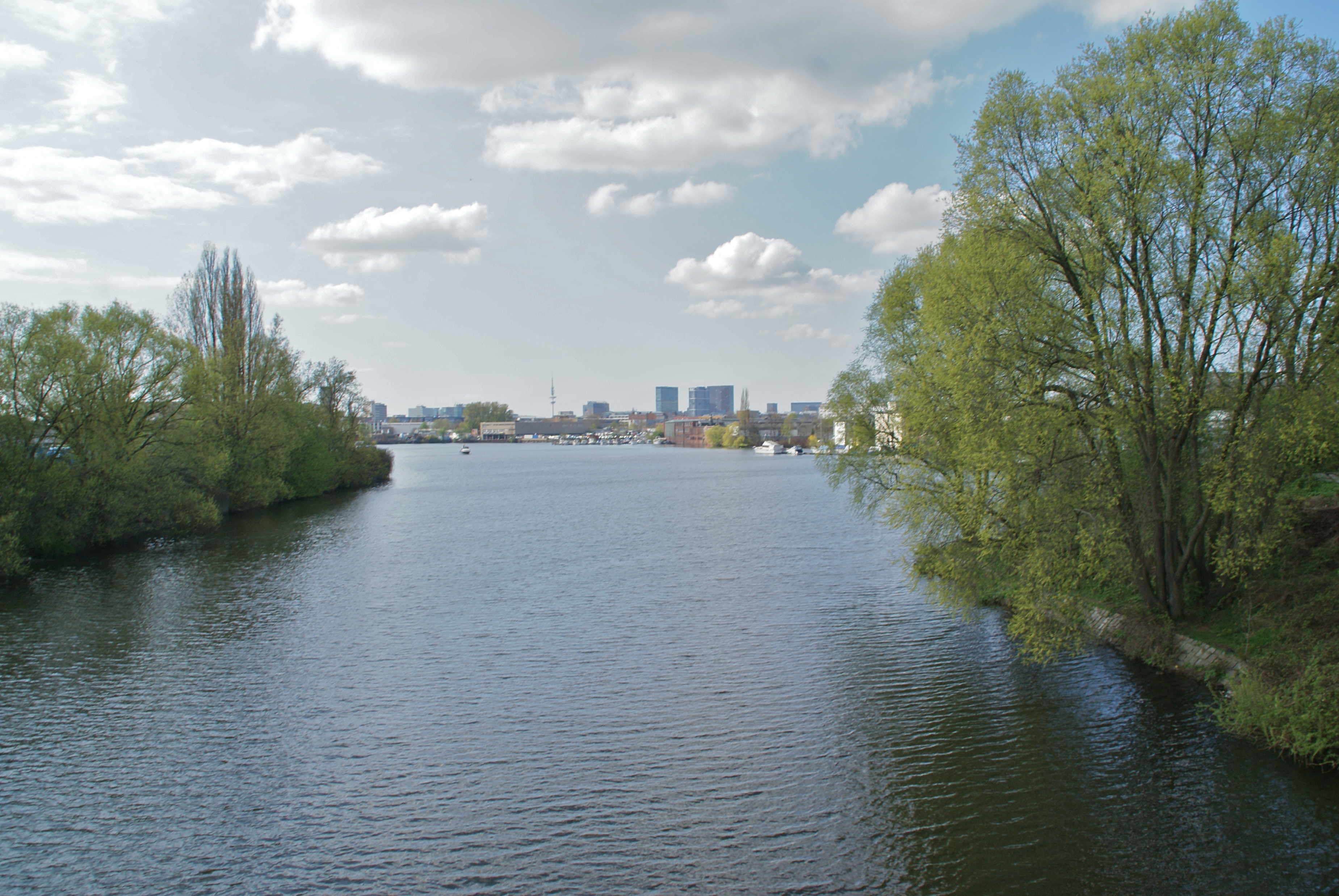
El canal en direcció oest i el Bille